# Get Carter (2000)
Get Carter är en amerikansk film från 2000 i regi av Stephen Kay. Filmen är en nyinspelning av Ta fast Carter!, som kom 1971 med Michael Caine i rollen som Jack Carter.

## Handling
Stephen Kay har regisserat Get Carter, en ny inspelning av den engelska kultfilmen Ta fast Carter! från 1971. Sylvester Stallone spelar huvudrollen som Las Vegas-gangstern Jack Carter, som är på jakt efter sin egen brors mördare.

## Medverkande i urval
- Sylvester Stallone - Jack Carter
- Miranda Richardson - Gloria
- Rachael Leigh Cook - Doreen
- Rhona Mitra - Geraldine
- Johnny Strong - Eddie
- John C. McGinley - Con McCarty
- Alan Cumming - Jeremy Kinnear
- Michael Caine - Cliff Brumby
- John Cassini - Thorpey
- Mickey Rourke - Cyrus Paice